# Иероним (архимандрит Соловецкого монастыря)
Иероним (ум. ок. 1798) — архимандрит Соловецкого монастыря Русской православной церкви. 
Принял монашество с именем Иероним в Соловецком монастыре 4 октября 1755 года, из вдовых священников. С 15 июля 1756 года он состоял в монастыре казначеем. 
По избранию братии Иероним был назначен настоятелем в 1777 году; посвящен во архимандрита 8 октября того же года. 
Побег в 1792 году из монастыря одного «секретного арестанта» вызвал увольнение Иеронима на покой (21 марта 1793 года), но при этом Иерониму было оказано полное внимание ввиду его долговременного и достойного служения и лишь просьба его об оставлении на пребывании в Соловецком же монастыре не была уважена. 
Будучи вынужден покинуть Соловецкие острова, Иероним избрал для себя Онежский Крестный монастырь. Впоследствии ему разрешено было возвратиться в Соловецкий монастырь, но слабость сил не позволила ему уже воспользоваться разрешением Священного Синода. Около 1798 года Иероним скончался.